# Ємельяніха
Ємелья́ніха (рос. Емельяниха) — присілок у складі Лузького району Кіровської області, Росія. Входить до складу Лальського міського поселення.
Населення становить 16 осіб (2010, 30 у 2002).
Національний склад станом на 2002 рік — росіяни 100 %.